# آن رايس
آن رايس (بالإنجليزية: Anne Rice)‏ وُلدت هوارد ألن (بالإنجليزية: Howard Allen)‏ مؤلفة أمريكية لكتب الرعب القوطي ولاحقاً للكتب ذات الطابع الديني، من الكُتاب الأكثر مبيعاً. معروفة أكثر بسبب مقابلة مع مصاص الدماء التي تعود إليها، وتركز مواضيعها الأساسية على الحب والموت والخلود. وُلدت في 4 أكتوبر 1941، وتزوجت من الشاعر ستان رايس لواحد وأربعين عاماً حتى وفاته في 2002. باعت كتبها ما يقارب مائة مليون نسخة حول العالم، وجعلت منها واحدة من أكثر الكُتاب قراءة في التاريخ الحديث.

## سيرة شخصية

### السنوات الأولى
ولدت رايس وأمضت معظم حياتها المبكرة في نيو أورلينز، لويزيانا، التي تشكل خلفية أحداث معظم قصصها. كانت الابنة الثانية في عائلة كاثوليكية إيرلندية أمريكية، وأصبحت شقيقتها آليس بوركارد كاتبة مقروءة في نفس الفئة أيضاً.
قالت رايس عن اسمها غير الاعتيادي: «اسم ميلادي هو هوارد ألن لأن أمي اعتقدت أن تسميتي بهذا الاسم فكرة جيدة. اسم أبي كان هوارد، لذا أرادت أن تسميني باسمه، وظنت أن هذا أمر مثير للاهتمام. كانت بوهيمية بعض الشيء، مجنونة بعض الشيء، عبقرية بعض الشيء، ومعلمة عظيمة. اعتقدت أن تسمية امرأة باسم هوارد سيعطيها ميزة هامة في العالم.»
أصبحت رايس «آن» في يومها الأول في المدرسة، عندما سألتها راهبة عن اسمها فأجابتها فوراً «آن»، وتركته أمها التي كانت معها وقتها دون تصحيح.

### مهنة الكتابة
نقل والدها العائلة إلى شمال تكساس في 1958 عندما كانت رايس في السادسة عشرة، وقابلت ستان رايس الذي ستتزوجه لاحقاً في مدرسة ريتشاردسون الثانوية. بدأت دراستها الجامعية في جامعة تكساس للنساء في دنتون، لكنها رحلت مع ستان إلى كاليفورنيا، حيث مدا جذورهما في سان فرانسيسكو. ارتادت آن جامعة ولاية سان فرانسيسكو وحصلة على درجة الماجستير في الكتابة الإبداعية. ولم تعد إلى نيوأورليانز حتى 1989. 
أنجبت رايس مع زوجها ابنة تسمى ميشيل، ولدت في 21 سبتمبر 1966 وماتت باللوكيميا في 5 أغسطس 1972. وولد ابنهما الروائي كريستوفر رايس في 11 مارس 1978.
أكملت كتابها الأول، مقابلة مع مصاص دماء، في 1973 ونشرته في 1976. كان هذا الكتاب أول كتب سلسلة رايس الشعبية سجلات مصاصي الدماء التي ضمت: مصاص الدماء لستات في 1985، وملكة الملعونين في 1988. نشرت رايس أيضاً روايات موجهة للبالغين باسم مستعار هو آن رامبلنغ Anne Rampling، وكتبت روايات إثارة سادو-مازوشية صريحة باسم مستعار آخر هو إيه. إن. روكويلور A.N. Roquelaure.
توصف قصصها غالباً بأنها وصفية وخصبة. غالباً ما تكون هوية شخصياتها الجنسية مبهمة، وتقول أن معايير المجتمع لا تنطبق على مجتمع مصاصي الدماء، لذلك غالباً ما تكون توجهاتهم مثلية. وتعتبر أن الحب يجب أن يسمو فوق النوع. تنسج في كتبها بعض الأحداث التاريخية والآراء الفلسفية والاجتماعية. بالنسبة لمعجبيها، فإن أعمال رايس تعتبر من أفضل الروايات الشعبية الحديثة، وتمتلك العناصر التي تكفل لها الحضور الأبدي في المعيار الأدبي. بالنسبة لنقادها فإن رواياتها باروكية ذات جوهر بسيط وعاطل. في كتابه، الحكاية الحديثة الغريبة، عام 2001، حلل إس. تي. جوشي أعمال رايس نقدياً.

### العودة إلى الكاثوليكية
في 1998، بعد قضاء معظم حياتها كملحدة، عادت رايس إلى إيمانها الكاثوليكي الذي لم تمارسه منذ أن كانت في الثامنة عشرة. في أكتوبر 2005، أعلنت رايس في مقالة لجريدة نيوزويك أنها تكتب فقط من أجل الإله. واعتبرت روايتها، السيد المسيح: خارج مصر، روايتها الأولى في هذا النوع، وبداية ثلاثية ستسجل حياة المسيح.
في مقابلة لها مع مجلة، المسيحية اليوم، تحت عنوان "مقابلة مع تائبة" أعلنت رايس أنها لن تكتب أبداً رواية مصاصي دماء أخرى، قائلة: "أن لن أعود أبداً، حتى لو قالوا لي: ستُدمرين مالياً، يجب أن تكتبي رواية أخرى عن مصاصي الدماء. سأقول لا. ليس لدي أي خيار. سأكون حمقاء إلى الأبد إذا أدرت ظهري للرب هكذا. صُدم بعض معجبيها بسبب تحولها الديني والأدبي، وحذروها في مقالات نُشرت في المجلات والمدونات، ومراجعات القراء على الشبكة. استجابت رايس لردود أفعال معجبيها في مقال لها على أمازون دوت كوم قائلة: "ونعم، لن يكون هناك المزيد من السجلات! الحمد لله!"
نوقش كثيراً استمرارها في دعم القضايا التي دعمتها سابقاً كحقوق الشواذ (ابنها كريستوفر شاذ)، وقالت هي أن النظرة المسيحية إلى الشذوذ كانت شيئاً تصارعت معه عندما فكرت في التحول. بقيت مؤيدة عاطفياً لحقوق الشواذ في المشاركة في العبادات الدينية، ومصرة على كل قناعاتها. يشير نمط مشاركاتها السياسة منذ 1998 إلى أنها بقيت مع الحزب الديموقراطي الأمريكي، حيث أنها دعمت جون كيري في الانتخابات الرئاسية لعام 2004 وعارضت الحرب على العراق. 

### مغادرة نيو أورليانز
اكتشفت رايس معاناتها من مرض السكر عندما دخلت غيبوبة سكر في ديسمبر 1998. ومنذ ذلك الحين أصبحت داعية للناس ليقوموا باختبار السكر لديهم.
في 2002، توفي ستان رايس بعد معاناته من المرض لفترة طويلة، وفي فترة إحباطها اللاحقة أصبح وزنها مائة وخمسة عشر كيلوغرام وعانت من اضطرابات في النوم. في 2003 خضعت لجراحة معوية لتخفيض وزنها.
في 30 يناير 2004، أعلنت رايس عن خطتها لمغادرة نيو أورليانز بعد أن عرضت أكبر بيوتها الثلاثة هناك للبيع. وأنقذها قرارها مع ممتلكاتها من غضب إعصار كاترينا الذي ضرب نيو أورليانز في أغسطس 2005، بالرغم من أن أياً من ممتلكاتها السابقة في نيوأورليانز لم تُدمر.
يُخيم أمام بيتها عدد من معجبيها قد يصل إلى مائتين أو أكثر لمشاهدتها حين تغادر بيتها إلى الكنيسة كل أحد.

### حادثة أمازون دوت كوم
في 6 سبتمبر 2004، وضعت رايس رداً على عدد من المراجعات السلبية التي ظهرت على موقع أمازون دوت كوم حول كتابها أنشودة الدم. عنونت ردها: «من المؤلفة إلى بعض الأصوات السلبية هنا.» سبب هذا الرد دعاية هائلة على الشبكة، جزئياً بسبب ندرة استجابة المؤلفين لمراجعات القراء على أمازون، وكذلك لنبرة النص وطبيعته. انتقدت العديد من المراجعات طريقتها في الكتابة، ووصفت كتاب أنشودة الدم بأنه بطيء وممل، ردت رايس على هذه المراجعات معتبرة أن مراجعات المحررين غير ضرورية، وأصبحت هذه الحادثة علفاً للمدونات ومواقع الإنترنت.

## لإنتاجات الفنية

### الأفلام
في 1994، أخرج نيل جوردان فيلماً مخلصاً نسبياً للقصة الأصلية لمقابلة مع مصاص الدماء بعنوان مقابلة مع مصاص الدماء، وكتبت آن رايس السيناريو. قام ببطولة الفيلم توم كروز في دور مصاص الدماء لستات، وبراد بيت في دور مصاص الدم المثقل بالذنب لويس، وكريستين دنست اليافعة في دور كلوديا.
فيلم آخر أُنتج في 2002، من بطولة ستيوارت تاوسيند في دور لاستات، ضم الفيلم أحداص الروايتين الثآنة والثالثة من السلسلة وحمل عنوان الكتاب الثالث: ملكة الملعونين. اختلفت الحبكة عن الكتب الأصلية، واستقبل الفيلم بشكل هزيل من قبل المعجبين والنقاد على حد سواء.
في 1994، أنتج فيلم بعنوان الخروج من عدن من بطولة روزي أودونيل ودان أكرويد، مبني بتصرف على كتاب رايس الذي يحمل نفس الاسم والمنشور تحت الاسم المستعار آن رامبلنغ. تحول العمل من قصة حب إلى كوميديا بوليسية.
أنتج فصح كل القديسين كسلسلة قصيرة في 2001 أخرجها بيتر ميداك.
بدأ تصوير فيلم السيد المسيح: خارج مصر في إسرائيل، وسيصدر في 2008.

### المسرح
في 25 أبريل 2006، افتتحت مسرحية موسيقية بعنوان لستات مبنية على سلسلة رايس في مسرح بالاس، برودواي بعد افتتاحها العالمي في سان فرانسيسكو في ديسمبر 2005. كانت الموسيقى لإلتون جون والنصوص لبيرني تاوبين، وكان العمل افتتاح أعمال وورنر بروذرز ثياتر فينتشرز.
بالرغم من إعجاب رايس الكبير بالعمل ومدحها له، استقبل العرض بشكل هزيل من قبل النقاد، وبحضور مخيب للآمال. أغلق العرض في 28 مايو 2006.

### روايات المعجبين
لرايس موقف عنيد ضد الروايات المبنية على أعمالها. أصدرت في 7 أبريل 2000 تصريحاً منع مثل هذه المحاولات، وتسبب في حذف آلاف الأعمال من الموقع الشعبي فان فيكشن دوت كوم.

## بيبلوغرافيا
سجلات مصاصي الدماء:
- مقابلة مع مصاص الدماء (1976)
- مصاص الدماء لستات (1985)
- ملكة الملعونين (1988)
- حكاية لص الجثث (1992)
- ميمنوك الشيطان (1995)
- مصاص الدماء أرماند (1998)
- ميريك (2000)
- دم وذهب (2001)
- مزرعة بلاكوود (2002)
- أنشودة الدم (2003)

حكايات مصاصي الدماء الجديدة: (حكايات مصاصي دماء أخرى خارج الترتيب الزمني، لكن في نفس العالم الخيالي)
- باندورا (1998)
- فيتوريو مصاص الدماء (1999)

حيوات ساحرات مايفير:
- ساعة السحر (1990)
- لاشر (1993)
- تالتوس (1994)

الروايات المفردة:
- فصح كل القديسين (1979)
- البكاء إلى الجنة (1982)
- المومياء أو رمسيس اللعين (1989)
- خادم العظام (1996)
- كمان (1997)

سلسلة المسيح:
- السيد المسيح: خارج مصر (2005)
- السيد المسيح: الطريق إلى قانا (سينشر في 2008)

روايات قصيرة:
- الرابع من أكتوبر، 1948
- نيكولاس وجين
- سيد بوابات رامبلنغ (رواية مصاصي دماء)

الأعمال المكتوبة بالاسم المستعار آن رامبلنغ:
- الخروج إلى عدن (1985)
- بيليندا (1986)

الأعمال المكتوبة بالاسم المستعار إيه. إن. روكويلور:
- ادعاءات الجمال النائم (1983)
- عقاب الجمال (1984)
- إطلاق الجمال (1985)؟

## وصلات خارجية
- آن رايس على موقع IMDb (الإنجليزية)
- آن رايس على موقع الموسوعة البريطانية (الإنجليزية)
- آن رايس على موقع مونزينجر (الألمانية)
- آن رايس على موقع ألو سيني (الفرنسية)
- آن رايس على موقع ميوزك برينز (الإنجليزية)
- آن رايس على موقع قاعدة بيانات برودواي على الإنترنت (الإنجليزية)
- آن رايس على موقع إن إن دي بي (الإنجليزية)
- آن رايس على موقع قاعدة بيانات الفيلم (الإنجليزية)
- آن رايس  على قاعدة بيانات الخيال التأملي على الإنترنت
- موقع آن رايس الرسمي
- مراجعات آن رايس على موقع أمازون دوت كوم